# 군외동초등학교 황진분교
군외동초등학교 황진분교는 대한민국 전라남도 완도군 군외면에 있었던 초등학교 분교이다.

## 역사
- 일자미상 군외동국민학교 황진분교 설립 인가
- 1965년 9월 1일 황진분교장 개교
- 1996년 3월 1일 군외동초등학교 황진분교 개편
- 1999년 2월 19일 제22회 졸업식, 10명 졸업(누계: 602명)
- 1999년 3월 1일 폐교 및 군외초등학교 통폐합